# Глобус України

«Глобус України» в Яворові

«Глобус України» — мем і стійкий фразеологізм, об'єкт жартів, анекдотів та інших проявів народного фольклору, що з'явився не пізніше 1990 року. В Україні випускався як жартівливий сувенір для туристів. З початком російської агресії проти України в Криму, згадки про глобус активно використовуються російськими ЗМІ з метою іронізації української історичної науки. Існують також сувенірні глобуси Москви, Санкт-Петербурга, Білорусі, Чечні, Сочі та ін.
З 1997 року підприємство «Вінницька державна картографічна фабрика», а з 2000 року і інші підприємства випускають «Глобус України» у вигляді сувенірного глобуса, увесь сухопутний простір якого займає територія України (на деяких варіантах глобуса Україна оточена океаном).

## Реальне втілення
Пробна партія «Глобуса України» була випущена Вінницькою державною картографічною фабрикою в 1997 році. Велику частину цього глобуса займала карта України, також на ній розташовувалися державний прапор і герб України. На глобусі відсутні будь-які інші країни, а також меридіани і паралелі.
Знову «Глобус України» як сувенір був випущений 2000 року, і знов цією ж фабрикою, з назвою «Україна на Кулі» (рос. «Украина на шаре»). До карти України, державного прапора і Герба України була додана довідкова інформація. Основну поверхню глобуса займала детальна карта України із зображенням лісів, річок, а також позначенням великих міст України.

## У масовій культурі
- На радіостанції «Просто радіо» на початку 2000-х років була створена програма іронічного характеру з назвою «Глобус України». Концепція програми полягала в жартівливому оповіданні про світові досягнення з поданням того, що все це насправді «зроблено в Україні». Радіопередача здобула популярність і стала фіналістом Московського міжнародного фестивалю реклами в 2003 році.
- У репертуарі українського барда-сатирика С. І. Щербатих (1948—2007), відомого як «Тризубий Стас», була пісня з назвою «Глобус України».[8]
- У місті Яворів Львівської області на початку 2000-х років був поставлений пам'ятник державі Україна у вигляді глобуса України.
- На сайті mail.ru існує інтернет-спільнота «Глобус України».[9][значущість факту?]
- У Києві існує туристична фірма «Глобус України».[10]
- В Україні випускався м'яч, який виглядав як глобус України.[11]
- У 2000-х роках у Харкові був створений для О. Б. Фельдмана «Глобус Харкова».[12]

## Аналогічні явища у світі
В Австралії випускаються сувенірні карти, де Австралія розташована не знизу, а зверху або ж в центрі світу. Існують схожі карти для Росії, Китаю, Чилі, США та ін.
У Росії у вигляді сувенірів продаються глобуси Москви, Санкт-Петербурга, Чечні, Ростовської області, Сочі та ін..
Також відомі глобуси Білорусі, Узбекистану, Казахстану, Києва.